# Russell J. Donnelly
Russell James Donnelly (* 16. April 1930 in Hamilton, Ontario; † 13. Juni 2015 in Eugene, Oregon) war ein kanadisch-US-amerikanischer Physiker, der sich mit Festkörperphysik (Quantenflüssigkeiten, Superfluidität, Tieftemperaturphysik), Turbulenz und hydrodynamischer Stabilität befasste.

## Leben
Donnelly studierte an der McMaster University mit dem Bachelorabschluss 1951 und dem Masterabschluss 1952 mit einer Arbeit über experimentelle Kernphysik bei Martin W. Johns. Danach ging er an die Yale University, wo er in der Tieftemperaturphysikgruppe von C. T. Lane (* 1904)  war und wo Henry A. Fairbank und Lars Onsager seine Lehrer waren. 1956 wurde er bei Lane und Onsager promoviert (On the hydrodynamics of superfluid Helium). Daraus ging unter anderem eine Veröffentlichung mit Oliver Penrose hervor, in der sie zeigten, dass die Schwingungen von flüssigem Helium in einem U-Rohr bei niedriger Temperatur durch Landaus Zweiphasen-Flüssigkeitstheorie beschrieben werden können. Er arbeitete darüber auch mit Archie Hollis Hallett zusammen (der ähnliche Experimente in Cambridge durchgeführt hatte) und untersuchte die kinematische Viskosität von Helium II auf Anregung von Onsager. 1956 wurde er Instructor und später Professor am James Franck Institut der Universität Chicago. Ab 1966 war er Professor an der University of Oregon.
1972 war er am Niels Bohr Institut in Kopenhagen. Außerdem war er Gastprofessor an der University of California, Santa Barbara und der University of Birmingham. Er war Berater bei der NASA und am Jet Propulsion Laboratory.

## Mitgliedschaften & Ehrungen
2002 erhielt er den Fritz London Memorial Prize und 1975 den Otto-Laporte-Preis. 1996 erhielt er die Lars Onsager Medaille der Universität Trondheim.
1999 wurde er Ehrendoktor (LLD) der McMaster University. Er ist Fellow der American Academy of Arts and Sciences, der American Association for  the Advancement of Science, der American Physical Society (APS)  und des Institute of Physics. 1959 bis 1963 war er Sloan Research Fellow. 1971/72 und 1982/83 war er Präsident der APS.